# The Fox (What Does the Fox Say?)
The Fox (What Does the Fox Say?) Is een noveltydance nummer van het Noorse komedieduo Ylvis.
De clip was de meest populaire video van 2013 op YouTube. "The Fox" is op 3 september 2013 op youtube geplaatst en heeft anno 2023 meer dan 1,1 miljard views ontvangen. De broers Vegard en Bård Ylvisåker, leden van de Noorse komediegroep Ylvis, produceerden het lied en de videoclip "The Fox" ter promotie van hun komende derde seizoen van het tv-programma I kveld med Ylvis op TVNorge. Het nummer was geproduceerd als anti-hit, maar het nummer ging viraal, en werd de doorbraak van Ylvis. Het trok internationale aandacht voor de groep. In 2013 verklaarde Ylvis dat er geen plannen waren om een album uit te brengen met het nummer of een vervolg daarop.